# Past To Present 1977-1990 The Videos
«Toto Live» — це збірка відео-кліпів гурту «Toto», випущена у 1990 році, лейблом «SMV Enterprises». Сюди потрапили всі, на той час, кліпи каліфорнійців.
У США та Канаді цей реліз був виданий на Laserdisc; у Європі на VHS.

## Композиції
1. Opening Logos
2. Introduction
3. Rosanna
4. Medley: Hold The Line, George Porgy, I'll Supply The Love, Goodbye Elenore
5. Africa
6. Waiting For Your Love
7. Stranger In Town
8. Holyanna
9. Angel Don't Cry
10. Till The End
11. I'll Be Over You
12. Without Your Love
13. Pamela
14. Stop Loving You
15. Out Of Love
16. Can You Hear What I'm Saying
17. End Credits